# Calvin Jong-a-Pin
Calvin Jong-a-Pin, född 18 juli 1986, är en nederländsk fotbollsspelare.
I augusti 2008 blev han uttagen i Nederländerna trupp till fotbolls-OS 2008.